# イオン徳川明倫ショッピングセンター
イオン徳川明倫ショッピングセンター（イオンとくがわめいりんショッピングセンター）は、愛知県名古屋市東区明倫町にあるショッピングセンターである。

## 概要
2007年（平成19年）3月23日、東海旅客鉄道株式会社（JR東海）の社宅の跡地に開業した。

## 歴史

### 年表
2007年（平成19年）
- 3月4日 - 地元住民による植樹が行われた[1]。
- 3月23日 - 開業[1]。